# Lucjan (Kucenko)
Lucjan, imię świeckie Leonid Siergiejewicz Kucenko (ur. 8 kwietnia 1965 w Bełce) – biskup Rosyjskiego Kościoła Prawosławnego.

## Życiorys
W latach 1984–1986 pracował w rezydencji biskupiej metropolity rostowskiego i nowoczerkaskiego Włodzimierza. W latach 1986–1990 uczył się w seminarium duchownym w Leningradzie. 26 kwietnia 1989 złożył wieczyste śluby mnisze przed metropolitą leningradzkim i nowogrodzkim Aleksym. 3 września tego samego roku został wyświęcony na hierodiakona przez tego samego hierarchę. 24 maja 1990 przyjął święcenia kapłańskie i został proboszczem parafii Zmartwychwstania Pańskiego w Leningradzie.
W 1991 zainicjował działalność żeńskiej wspólnoty mniszej Opieki Matki Bożej w Tierwieniczach i został jej kapelanem. Od 1992 był proboszczem parafii Świętych Wiery, Nadziei, Luby i matki ich Zofii w Petersburgu. W 1997 wyznaczono go na pełniącego obowiązki przełożonego Monasteru Trójcy Świętej Aleksandra Świrskiego. W 1998 otrzymał godność ihumena. W 1999 na stałe został przełożonym klasztoru. Od 2002 był ponadto spowiednikiem żeńskiego monasteru Wprowadzenia Matki Bożej do Świątyni w Ojaci. W 2004 otrzymał godność archimandryty. Od 2006 był dziekanem dekanatu łodiejnopolskiego eparchii petersburskiej. W tym samym roku ukończył studia teologiczne w Kijowskiej Akademii Duchownej.
26 lipca 2010 w ławrze Peczerskiej został nominowany na biskupa łodiejnopolskiego, wikariusza eparchii petersburskiej. Do jego chirotonii biskupiej i nadania mu wymienionego tytułu nigdy nie doszło. W październiku 2011 otrzymał drugą nominację, na biskupa błagowieszczeńskiego i tyndyńskiego.
Chirotonia biskupia archimandryty Lucjana odbyła się 16 października 2011 w soborze Chrystusa Zbawiciela w Moskwie. Jako konsekratorzy wzięli w niej udział patriarcha moskiewski i całej Rusi Cyryl, metropolita sarański i mordowski Warsonofiusz, arcybiskupi istriński Arseniusz, wieriejski Eugeniusz, biskupi sołniecznogorski Sergiusz, wyborski Nazariusz, woskriesienski Sawa, magadański i siniegorski Jan, ardatowski i atiaszewski Beniamin.
W 2018 r. został podniesiony do godności arcybiskupa.